# Кодекс Вольфа A
Кодекс Вольфа A (лат. Codex Seidelianus I; также называемы Гарлеанским (Harleianus) и Кодексом Зейдля I (Seidelianus I). Условное обозначение: Ge или 011). Унциальный манускрипт на греческом языке, датированый IX век (или X), содержащий на 252 листах (25,7 x 21,5 см). Рукопись получила название по имени бывшего владельца.

## Особенности рукописи
Кодекс Вольфа A содержит тексты четырёх Евангелий с большим количеством лакун. На полях рукописи приведено традиционное разбиение Аммония но номера канонов Евсевия отсутствуют. 
Рукопись отражает византийский тип текста. Текст рукописи отнесен к V категории Аланда.

## История
Кодекс привёз с Востока Андреас Зейдель (Andreas Seidel) в XVII веке. Позднее его приобрёл Дж. Вольф и в 1723 году издал несколько отрывков из него. 
В настоящее время рукопись хранится в Британском музее в Лондоне и Кембридже.